# 埃勒區
埃勒區是索馬利亞的一個區，位於該國東北部的努加爾州，首府為埃勒。

## 外部鏈結
- 埃勒在Google地圖上的位置